# Gouvernement Henry
République d’Haïti
Jouthe Conille II
Le gouvernement Ariel Henry est le gouvernement d'Haïti du 20 juillet 2021 au 12 juin 2024.
À la suite de l'assassinat de Jovenel Moïse le 7 juillet 2021, le gouvernement exerce l'intérim de la présidence de la République jusqu'à la mise en place du Conseil présidentiel de transition le 25 avril 2024, à la suite de la démission d'Ariel Henry le 11 mars 2024.

## Historique

### Formation
Ariel Henry est nommé Premier ministre le 5 juillet 2021,. Le 7 juillet, le président Jovenel Moïse est assassiné,. Le lendemain, Henry estime être le Premier ministre en fonction. Henry forme son gouvernement le 19 juillet. Il prend ses fonctions le lendemain.

### Évolution
Le gouvernement est remanié le 24 novembre 2021.

## Composition

### Initiale (20 juillet 2021)
La composition est la suivante.
| Portefeuille                                                                   | Titulaire | Titulaire                                                       | Parti |
| ------------------------------------------------------------------------------ | --------- | --------------------------------------------------------------- | ----- |
| Premier ministre Ministre des Affaires sociales et du Travail                  |           | Ariel Henry                                                     | SE    |
| Ministre des Affaires étrangères et des Cultes                                 |           | Claude Joseph                                                   | SE    |
| Ministre de la Planification et de la Coopération externe                      |           | Simon Dieuseul Desras                                           | SE    |
| Ministre de l'Économie et des Finances                                         |           | Michel Patrick Boivert                                          | SE    |
| Ministre de l'Agriculture, des Ressources natureIles et du Développement rural |           | Chariot Brédy                                                   | SE    |
| Ministre des Travaux publics, des Transports et de la Communication            |           | Wilson Édouard                                                  | SE    |
| Ministre du Commerce et de l'Industrie                                         |           | Ricardin Saint-Jean                                             | SE    |
| Ministre de l'Environnement                                                    |           | James Cadet                                                     | SE    |
| Ministre du Tourisme                                                           |           | Luz Kuria Cassandra François                                    | SE    |
| Ministre de la Justice et de la Sécurité publique                              |           | Rockefeller Vincent (jusqu'au 16/09/2021) Liszt Quite (intérim) | SE    |
| Ministre des Haïtiens vivant à l’étranger                                      |           | Judith Nazareth Auguste                                         | SE    |
| Ministre de l'Intérieur et des Collectivités territoriales                     |           | Liszt Quite                                                     | SE    |
| Ministre de l'Éducation nationale et de la Formation professionnelle           |           | Marie Lucie Joseph                                              | SE    |
| Ministre de la Santé publique et de la Population                              |           | Marie Gréta Roy Clément                                         | SE    |
| Ministre à la Condition féminine et aux Droits des femmes                      |           | Sofia Loréus                                                    | SE    |
| Ministre de la Jeunesse, des Sports et de l'Action civique                     |           | Petricks Justin                                                 | SE    |
| Ministre de la Culture et de la Communication                                  |           | Jean Emmanuel Jacquet                                           | SE    |
| Ministre de la Défense                                                         |           | Enold Joseph                                                    | SE    |

### Remaniement du 24 novembre 2021
- Les nouveaux ministres sont indiqués en gras, ceux ayant changé d'attributions en italique.

| Portefeuille                                                                   | Titulaire | Titulaire                                                                                                   | Parti |
| ------------------------------------------------------------------------------ | --------- | --- | ----- |
| Premier ministre                                                               |           | Ariel Henry (jusqu'au 24/04/2024) Michel Patrick Boisvert a.i.                                              | SE    |
| Ministre des Affaires étrangères et des Cultes                                 |           | Jean Victor Geneus                                                                                          | SE    |
| Ministre de la Planification et de la Coopération externe                      |           | Ricard Pierre                                                                                               | SE    |
| Ministre de l'Économie et des Finances                                         |           | Michel Patrick Boivert                                                                                      | SE    |
| Ministre de l'Agriculture, des Ressources natureIles et du Développement rural |           | Charlot Bredy                                                                                               | SE    |
| Ministre des Travaux publics, des Transports et de la Communication            |           | Rosemond Pradel                                                                                             | SE    |
| Ministre du Commerce et de l'Industrie                                         |           | Ricardin Saint-Jean                                                                                         | SE    |
| Ministre de l'Environnement                                                    |           | James Cadet                                                                                                 | SE    |
| Ministre du Tourisme                                                           |           | Luz Kuria Cassandra François                                                                                | SE    |
| Ministre de la Justice et de la Sécurité publique                              |           | Berto Dorcé (jusqu'au 11/11/2022) Emmelie Prophète (intérim)                                                | SE    |
| Ministre des Haïtiens vivant à l’étranger                                      |           | Judith Nazareth Auguste                                                                                     | SE    |
| Ministre de l'Intérieur et des Collectivités territoriales                     |           | Liszt Quitel (jusqu'au 14/11/2022) Ariel Henry (intérim, jusqu'au 09/05/2024) Ricardin Saint-Jean (intérim) | SE    |
| Ministre de l'Éducation nationale et de la Formation professionnelle           |           | Nesmy Manigat                                                                                               | SE    |
| Ministre de la Santé publique et de la Population                              |           | Alex Larsen                                                                                                 | SE    |
| Ministre à la Condition féminine et aux Droits des femmes                      |           | Sofia Loréus                                                                                                | SE    |
| Ministre de la Jeunesse, des Sports et de l'Action civique                     |           | Raymonde Rival                                                                                              | SE    |
| Ministre des Affaires sociales et du Travail                                   |           | Odney Pierre Ricot                                                                                          | SE    |
| Ministre de la Culture et de la Communication                                  |           | Ariel Henry (intérim) Emmelie Prophète (à partir du 17/01/2022)                                             | SE    |
| Ministre de la Défense                                                         |           | Enold Joseph                                                                                                | SE    |